# Коновалов, Александр Владимирович (юрист)
Алекса́ндр Влади́мирович Конова́лов (род. 9 июня 1968, Ленинград, СССР) — российский государственный деятель и юрист. Судья Конституционного суда Российской Федерации с 16 апреля 2025 года. Доктор юридических наук (2019). Действительный государственный советник юстиции Российской Федерации (2008).
Прокурор Республики Башкортостан с 24 февраля по 14 ноября 2005. Полномочный представитель президента Российской Федерации в Приволжском федеральном округе с 14 ноября 2005 по 12 мая 2008. Министр юстиции Российской Федерации с 12 мая 2008 по 15 января 2020 (исполняющий обязанности с 8 по 21 мая 2012, с 8 по 18 мая 2018 и с 15 по 21 января 2020). Полномочный представитель президента Российской Федерации в Конституционном суде Российской Федерации с 31 января 2020 по 16 апреля 2025.

## Биография
В 1985—1986 годах — студент 1-го курса дневного отделения юридического факультета ЛГУ им. А. А. Жданова.
В 1986—1988 годах — служба в рядах Советской Армии.
В 1988—1992 годах — студент 2—5 курсов дневного отделения юридического факультета ЛГУ/СПбГУ.
В 1992 году окончил Санкт-Петербургский государственный университет по специальности «Правоведение». Во время работы в прокуратуре заочно учился в Православном Свято-Тихоновском гуманитарном университете, где получил православное богословское образование.
В 1999 году защитил диссертацию на соискание учёной степени кандидата юридических наук по теме «Владение и владельческая защита в гражданском праве» (специальность 12.00.03 — гражданское право, семейное право, гражданский процесс, международное частное право).
По данным на 2013 год являлся соискателем-докторантом кафедры гражданского права юридического факультета СПбГУ (научный руководитель — академик Г. К. Толстой). В 2019 году в Московском государственном юридическом университете имени О. Е. Кутафина защитил диссертацию на соискание учёной степени доктора юридических наук по теме «Принципы гражданского права : методологические и практические аспекты исследования» (специальность 12.00.03 — гражданское право, семейное право, гражданский процесс, международное частное право). Официальные оппоненты — доктор юридических наук, профессор, заслуженный деятель науки Российской Федерации Е. А. Суханов, доктор юридических наук, профессор, заслуженный юрист Российской Федерации Л. Ю. Михеева и доктор юридических наук С. А. Синицын. Ведущая организация — Институт государства и права РАН.
Доцент кафедры гражданского права Российской правовой академии Министерства юстиции России.
Кандидат в мастера спорта по академической гребле. До июня 2025 года являлся председателем Наблюдательных советов Ассоциации студенческого баскетбола России и Студенческой гребной лиги.

## Государственная служба
В 1992 году — помощник прокурора Выборгского района Санкт-Петербурга.
В 1992—1994 годах — следователь прокуратуры Выборгского района Санкт-Петербурга.
В 1994—1997 годах — прокурор отдела по надзору за исполнением законов о федеральной безопасности прокуратуры Санкт-Петербурга.
В 1997—1998 годах — заместитель прокурора Московского района Санкт-Петербурга.
В 1998—2001 годах — прокурор Московского района Санкт-Петербурга.
В 2001—2005 годах — заместитель, первый заместитель прокурора Санкт-Петербурга.
В 2005 году (февраль—ноябрь) — прокурор Республики Башкортостан. На этой должности начал расследование массового избиения милицией местных жителей в Благовещенске, а также законности приватизации предприятий ТЭК Башкирии в 1993 году. По результатам расследования событий в Благовещенске в суд были переданы дела лишь восьми милиционеров; в результате прокурорской проверки глава МВД Башкирии Рафаил Диваев сохранил свою должность.
14 ноября 2005 — 12 мая 2008 — полномочный представитель президента Российской Федерации в Приволжском федеральном округе.
С 12 мая 2008 по 21 января 2020 года — министр юстиции Российской Федерации.
1 июля 2008 года назначен специальным представителем Президента Российской Федерации по взаимодействию с Европейским союзом в области свободы, безопасности и правосудия.
31 января 2020 года назначен полномочным представителем президента Российской Федерации в Конституционном суде Российской Федерации.
Член Совета безопасности Российской Федерации до 3 февраля 2020 года.
3 апреля 2025 года президент Российской Федерации Владимир Путин внёс в Совет Федерации представление с кандидатурой Александра Коновалова для назначения на пост судьи Конституционного суда Российской Федерации. 16 апреля Совет Федерации назначил Коновалова судьёй Конституционного суда.

## Санкции
После нападения России на Украину Национальное агентство по предотвращению коррупции Украины выступило с инициативой о введении против Коновалова международных санкций как против «сотрудника органа, принимавшего участие в формировании, поддержке, реализации политики президента РФ, проводящей военные действия и геноцид гражданского населения в Украине».
19 мая 2023 года Коновалов включён в блокирующий санкционный список США против чиновников, «элит и их пособников» за поддержку «военных усилий России».

## Семья
Женат. Супруга — Мария Юрьевна Суслина.

## Награды
государственные
- Орден Почёта (9 июня 2008) — за заслуги перед государством и многолетнюю плодотворную работу[24]
- Орден «За заслуги перед Отечеством» IV степени
- Орден Дружбы

ведомственные
- Медаль «75 лет гражданской обороне» (МЧС России, 2007)[25]

религиозные
- Орден Преподобного Серафима Саровского II степени (РПЦ, 2006) — за вклад в подготовку к празднованию 300-летия Саровской пустыни[26]
- Орден Святого благоверного князя Даниила Московского II степени (РПЦ, 2009)[27]

## Классные чины
- Старший советник юстиции (прокуратура)
- Действительный государственный советник Российской Федерации 1-го класса (2006, государственная гражданская служба)
- Действительный государственный советник юстиции Российской Федерации (31 декабря 2008)[28]

## Научные труды

### Монографии
- Коновалов А. В. Владение и владельческая защита в гражданском праве. — 3-е изд., доп. — СПб. : Юрид. центр Пресс, 2004. — 403 с. (Теория и практика гражданского права и гражданского процесса/ Ассоц. юрид. центр). ISBN 5-94201-250-4 : 1050
- Зудов Ю. В., Коновалов А. В. Запад и западное христианство на рубеже тысячелетий: монография / Ю. В. Зудов, А. В. Коновалов ; Ассоц. Юридический центр. — СПб.: Юридический центр Пресс, 2011. — 202 с. — ISBN 978-5-94201-613-5.
- Коновалов А. В. Принципы гражданского права. — СПб.: Право, 2019. — 960 с.

### Статьи
- Коновалов А. В. Владельческая защита в российском праве // Известия высших учебных заведений. Правоведение. 1998. № 4 (223). С. 134—144.
- Коновалов А. В. Право в глобальном мире // Известия высших учебных заведений. Правоведение. 2010. № 6 (293). С. 6-13.
- Коновалов А. В. Мониторинг исполнения решений Конституционного Суда Российской Федерации как элемент системы защиты прав и свобод граждан // Журнал конституционного правосудия. 2016. № 5. С. 10-12.
- Коновалов А. В. Основные начала гражданского законодательства // Журнал «Закон». 2016. № 11. С. 116—124.
- Коновалов А. В. О роли принципов права // Актуальные проблемы российского права. 2016. № 11 (72). С. 24-26.
- Коновалов А. В. Заботливость, предусмотрительность, добросовестность в разрезе различных способов приобретения права собственности // Российский судья. 2016. № 12. С. 15-22.
- Коновалов А. В. Принцип добросовестности в новой редакции Гражданского кодекса Российской Федерации и в судебной практике // Право. Журнал Высшей школы экономики. 2016. № 4. С. 4-14.
- Коновалов А. В. К вопросу о добросовестности давностного владения // Вестник гражданского права. 2016. Т. 16. № 6. С. 9-31.
- Коновалов А. В. Еще раз к вопросу о понятии естественного права // Вестник гражданского права. 2017. Т. 17. № 6. С. 9-33.
- Коновалов А. В. Понятие принципов права в современной российской цивилистической науке. // Lex russica (Русский закон). 2017 (12). С. 38-53. doi:10.17803/1729-5920.2017.133.12.038-053
- Коновалов А. В. Понятие принципов права в советской цивилистической науке // Журнал «Закон». 2017. № 12. С. 140—150.
- Коновалов А. В. К вопросу о понятии принципов права // Lex russica (Русский закон). 2018 (8). С. 81-87.
- Коновалов А. В. Действие принципов права и их роль в формировании правопорядка // Lex russica (Русский закон). 2018 (10). С. 9-17.
- Коновалов А. В. Принципы права в доктринах и законодательстве стран континентальной правовой семьи // Журнал российского права. 2018. № 8 (260). С. 14-24.
- Коновалов А. В. Понятие принципов права в англосаксонской научной доктрине // Вестник гражданского права. 2018. Т. 18. № 3. С. 238—260.
- Коновалов А. В. Ещё раз к вопросу о понятии добросовестности // Российский судья. 2018. № 1. С. 15-21.
- Коновалов А. В. Наследие римского права и принципы права // Журнал «Закон». 2018. № 9. С. 181—188.
- Коновалов А. В. Правовые принципы в судебной практике системы общего права // Актуальные проблемы российского права. 2019. № 2 (99). С. 23-32. doi:10.17803/1994-1471.2019.99.2.023-032
- Коновалов А. В. Принцип разумности в гражданском праве // Актуальные проблемы российского права. 2019. № 8 (105). С. 11-21.
- Коновалов А. В. Понятие справедливости в гражданском праве. // Lex russica (Русский закон). 2019 (8). С. 27-36. doi:10.17803/1729-5920.2019.153.8.027-036